# Шмальфус, Альбин
Альбин Шмальфус (нем. Albin Schmalfuß) — немецкий художник.

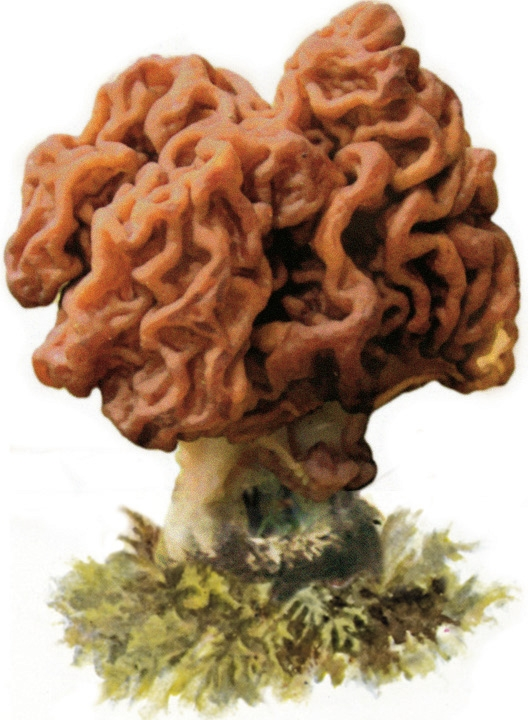
Строчок обыкновенный, из книги Führer für Pilzfreunde, 1897

Шмальфус учился рисованию в Плауэне и поселился в качестве художника в Лейпциге. Его наставником был Эдмунд Михаэль, преподаватель школы сельского хозяйства в Ауэрбахе. Под его руководством и в его квартире были сделаны иллюстрации, которые затем в июле 1895 года были напечатаны в книге «Führer für Pilzfreunde» («Путеводитель грибника»). Иллюстрации в этой книге сделали Шмальфуса известным во всём мире, так как она получила большое распространение за рубежом в многочисленных изданиях.

## Труд
- Edmund Michael, Albin Schmalfuß (Ill.): Führer für Pilzfreunde. 181—200. Tsd., Quelle & Meyer, Leipzig 1941.